# S-tog vort tog
S-tog vort tog er en dokumentarfilm fra 1968 instrueret af Ernst Møholt.

## Handling
Efter et historisk tilbageblik over udviklingen af trafikken i København fortælles om bygningen af de røde andengenerations S-tog.